# محمد وليد
محمد وليد الجنيبي (مواليد 17 يوليو 1997) لاعب كرة قدم إماراتي يجيد اللعب كحارس مرمى في نادي حتا .

## مسيرة اللاعب
لعب سابقاً في نادي العين .

## روابط خارجية
- محمد وليد على موقع قاعدة بيانات كرة القدم.إي يو (الإنجليزية)
- محمد وليد على موقع Soccerway.com (الإنجليزية)